# フローラルカップ
フローラルカップは、ホッカイドウ競馬で施行される地方競馬の重賞競走である。北海道文化放送より優勝杯の提供を受けており、名称は2010年より「UHB杯 フローラルカップ」。

## 概要
2001年に、サラブレッド系2歳牝馬限定の重賞競走として新設された。ホッカイドウ競馬のグレードではH3に格付けされている。
第8回までは旭川競馬場で施行していたが、2009年より門別競馬場に変更された。
本競走はスタリオンシリーズ競走に指定されている。2012年よりJRA認定競走（上級認定競走）としても施行され、優勝馬は認定馬となる。
また、2022年までは地方交流競走に指定されており地方他地区所属馬も出走が可能であったが、2023年からは北海道所属限定戦として行われている。
2018年は当初9月20日に施行予定であったが、地震の影響による開催中止があり同月26日に行われた。
負担重量は創設当初は53kgで、2010年から2023年までは定量で54kg、2024年から定量で55kgとなっている。

### 条件・賞金等（2024年）
出走条件
サラブレッド系2歳牝馬、北海道所属。
負担重量
定量（55kg）
賞金等
賞金額は1着400万円、2着112万円、3着84万円、4着56万円、5着28万円。
日本軽種馬協会の「NAR2歳牝馬限定競走勝馬馬主への副賞贈呈事業」の対象競走となっており、優勝馬馬主には40万円の副賞金が贈られる。
スタリオンシリーズに指定されており、ダノンプレミアムの翌年度の配合権利が優勝馬馬主への副賞となっている。

### トライアル競走・ステップ競走
2020年まではエーデルワイス賞（JpnIII）のトライアル競走として施行されており、上位2着までに入った馬にはエーデルワイス賞の優先出走権が付与されていた。2021年からはブロッサムカップのトライアルとなっている。
また、JRA阪神競馬場で行われる阪神ジュベナイルフィリーズ(GI)に向けたステップレースへの北海道ブロック代表馬選定競走に指定されており、優勝馬はアルテミスステークス（GIII・東京競馬場）・ファンタジーステークス（GIII・京都競馬場）のいずれかに出走できる。

## 高額払戻金
第4回は単勝11番人気のヨウヨウが勝ち、3連単の払戻金は3,766,440円となった。これはホッカイドウ競馬における歴代2位（2008年4月現在）、重賞では最高の払戻金額であった。

## 歴代優勝馬
| 回数   | 施行日        | 開催地 | 距離  | 頭数 | 優勝馬             | 性齢 | 所属   | タイム | 優勝騎手   | 管理調教師 |
| ------ | ------------- | ------ | ----- | ---- | ------------------ | ---- | ------ | ------ | ---------- | ---------- |
| 第1回  | 2001年9月6日  | 旭川   | 1600m | 14頭 | トヤママズル       | 牝2  | 北海道 | 1:47:7 | 米川昇     | 成田春男   |
| 第2回  | 2002年9月5日  | 旭川   | 1600m | 10頭 | ダンシングチーフ   | 牝2  | 北海道 | 1:46:9 | 服部茂史   | 角川秀樹   |
| 第3回  | 2003年9月4日  | 旭川   | 1500m | 12頭 | ケイジーロマン     | 牝2  | 北海道 | 1:40:6 | 坂下秀樹   | 田部和則   |
| 第4回  | 2004年9月15日 | 旭川   | 1500m | 12頭 | ヨウヨウ           | 牝2  | 北海道 | 1:39:1 | 岡島玉一   | 米川昇     |
| 第5回  | 2005年9月14日 | 旭川   | 1500m | 7頭  | ヨシノアルテミス   | 牝2  | 北海道 | 1:37:7 | 山口竜一   | 桧森邦夫   |
| 第6回  | 2006年9月13日 | 旭川   | 1500m | 10頭 | フェアリーライド   | 牝2  | 北海道 | 1:38:0 | 齊藤正弘   | 米川昇     |
| 第7回  | 2007年9月12日 | 旭川   | 1500m | 12頭 | カミヒコーキ       | 牝2  | 北海道 | 1:36:6 | 佐々木国明 | 若松平     |
| 第8回  | 2008年9月18日 | 旭川   | 1500m | 12頭 | ネフェルメモリー   | 牝2  | 北海道 | 1:38:2 | 井上俊彦   | 米川昇     |
| 第9回  | 2009年9月22日 | 門別   | 1700m | 9頭  | オノユウ           | 牝2  | 北海道 | 1:50:1 | 山口竜一   | 角川秀樹   |
| 第10回 | 2010年9月23日 | 門別   | 1700m | 8頭  | クラーベセクレタ   | 牝2  | 北海道 | 1:50:2 | 佐々木国明 | 廣森久雄   |
| 第11回 | 2011年9月15日 | 門別   | 1700m | 10頭 | エミーズパラダイス | 牝2  | 北海道 | 1:50:2 | 服部茂史   | 田中淳司   |
| 第12回 | 2012年9月27日 | 門別   | 1700m | 10頭 | カイカヨソウ       | 牝2  | 北海道 | 1:50:4 | 五十嵐冬樹 | 廣森久雄   |
| 第13回 | 2013年9月17日 | 門別   | 1700m | 10頭 | ノットオーソリティ | 牝2  | 北海道 | 1:49:6 | 服部茂史   | 田中淳司   |
| 第14回 | 2014年9月23日 | 門別   | 1700m | 7頭  | ステファニーラン   | 牝2  | 北海道 | 1:52:2 | 宮崎光行   | 松本隆宏   |
| 第15回 | 2015年9月22日 | 門別   | 1600m | 12頭 | タイニーダンサー   | 牝2  | 北海道 | 1:43:7 | 桑村真明   | 角川秀樹   |
| 第16回 | 2016年9月21日 | 門別   | 1600m | 7頭  | オーブスプリング   | 牝2  | 北海道 | 1:44:7 | 桑村真明   | 角川秀樹   |
| 第17回 | 2017年9月20日 | 門別   | 1600m | 12頭 | ミスマンマミーア   | 牝2  | 北海道 | 1:43:5 | 宮崎光行   | 松本隆宏   |
| 第18回 | 2018年9月26日 | 門別   | 1600m | 13頭 | スズカユース       | 牝2  | 北海道 | 1:46:4 | 岩橋勇二   | 田中淳司   |
| 第19回 | 2019年9月19日 | 門別   | 1600m | 11頭 | ミステリーベルン   | 牝2  | 北海道 | 1:44:3 | 宮崎光行   | 小国博行   |
| 第20回 | 2020年9月17日 | 門別   | 1600m | 10頭 | ブルーカルセドニー | 牝2  | 北海道 | 1:42:3 | 五十嵐冬樹 | 川島洋人   |
| 第21回 | 2021年9月22日 | 門別   | 1600m | 8頭  | コスモポポラリタ   | 牝2  | 北海道 | 1:42:7 | 五十嵐冬樹 | 櫻井拓章   |
| 第22回 | 2022年8月10日 | 門別   | 1600m | 10頭 | スティールグレイス | 牝2  | 北海道 | 1:42:7 | 桑村真明   | 角川秀樹   |
| 第23回 | 2023年9月6日  | 門別   | 1600m | 10頭 | アメリアハート     | 牝2  | 北海道 | 1:46.8 | 小野楓馬   | 小野望     |
| 第24回 | 2024年9月19日 | 門別   | 1600m | 11頭 | ゼロアワー         | 牝2  | 北海道 | 1:43.6 | 山本政聡   | 佐々木国明 |

### 各回競走結果の出典
- フローラルカップ 歴代優勝馬（地方競馬全国協会）